# Hellschen-Heringsand-Unterschaar
Hellschen-Heringsand-Unterschaar település Németországban, Schleswig-Holstein tartományban. Lakosainak száma 164 fő (2023. december 31.).

## Népesség
A település népességének változása:
| Lakosok száma | 188  | 170  | 168  | 168  | 168  | 164  |
|               | 1975 | 2017 | 2019 | 2021 | 2022 | 2023 |